# Kali soda
Kali soda är en amarantväxtart som beskrevs av Conrad Moench. Kali soda ingår i släktet Kali och familjen amarantväxter. Inga underarter finns listade i Catalogue of Life.